# Onitis sulcipennis
Onitis sulcipennis är en skalbaggsart som beskrevs av Felsche 1907. Onitis sulcipennis ingår i släktet Onitis och familjen bladhorningar. Utöver nominatformen finns också underarten O. s. naromorus.